# 马塔德佩拉
马塔德佩拉，是西班牙加泰罗尼亚巴塞罗那省的一个市镇。总面积25平方公里，总人口7190人（2001年），人口密度288人/平方公里。